# Ред-Оук (Техас)
Ред-Оук (англ. Red Oak) — місто (англ. city) в США, в окрузі Елліс штату Техас. Населення — 14 222 особи (2020).

## Географія
Ред-Оук розташований за координатами 32°30′29″ пн. ш. 96°46′36″ зх. д. / 32.50806° пн. ш. 96.77667° зх. д. (32.508139, -96.776792).  За даними Бюро перепису населення США в 2010 році місто мало площу 38,77 км², з яких 38,76 км² — суходіл та 0,01 км² — водойми.

## Демографія
Згідно з переписом 2010 року, у місті мешкало 10 769 осіб у 3659 домогосподарствах у складі 2839 родин. Густота населення становила 278 осіб/км².  Було 3987 помешкань (103/км²).
Расовий склад населення:
| - 71,7 % — білих - 16,9 % — чорних або афроамериканців - 0,6 % — корінних американців - 0,5 % — азіатів - 0,1 % — вихідців з тихоокеанських островів - 7,7 % — осіб інших рас |

До двох чи більше рас належало 2,5 %. Частка іспаномовних становила 20,6 % від усіх жителів.
За віковим діапазоном населення розподілялося таким чином: 30,8 % — особи молодші 18 років, 60,8 % — особи у віці 18—64 років, 8,4 % — особи у віці 65 років та старші. Медіана віку мешканця становила 33,0 року. На 100 осіб жіночої статі у місті припадало 91,9 чоловіків;  на 100 жінок у віці від 18 років та старших — 88,5 чоловіків також старших 18 років.
Середній дохід на одне домашнє господарство  становив 76 259 доларів США (медіана — 67 013), а середній дохід на одну сім'ю — 83 956 доларів (медіана — 71 734). Медіана доходів становила 45 486 доларів для чоловіків та 46 677 доларів для жінок. За межею бідності перебувало 9,7 % осіб, у тому числі 11,4 % дітей у віці до 18 років та 6,6 % осіб у віці 65 років та старших.
Цивільне працевлаштоване населення становило 5779 осіб. Основні галузі зайнятості: освіта, охорона здоров'я та соціальна допомога — 20,6 %, роздрібна торгівля — 11,4 %, виробництво — 10,8 %.